# Поджо-Пиченце
Поджо-Пиченце (итал. Poggio Picenze) — коммуна в Италии, располагается в регионе Абруццо, в провинции Л’Акуила.
Население составляет 1038 человек (2008 г.), плотность населения составляет 89 чел./км². Занимает площадь 12 км². Почтовый индекс — 67026. Телефонный код — 0862.
Покровителем коммуны почитается святой мученик Феликс, празднование 18 июня.

## Демография
Динамика населения:

## Администрация коммуны
- Официальный сайт: https://web.archive.org/web/20100305120517/http://www.comunepoggiopicenze.it/